# Bøylefossbru Station
Bøylefossbru Station (Bøylefossbru stoppested) var en jernbanestation på Arendalsbanen, der lå i Froland kommune i Norge.
Stationen blev åbnet som holdeplads 1. august 1911 under navnet Bøilefossbro, men stavemåden blev ændret til Bøylefossbru i april 1921. Den blev opgraderet til station 15. maj 1939, men selvom den som sådan i princippet kunne bruges til krydsninger, foregik det i praksis ved hjælp af et sidespor og ikke som ellers med et ekstra gennemgående spor. Stationen blev nedgraderet til trinbræt med læssespor 1. oktober 1966 og blev nedlagt 8. juni 1997. Stationsbygningen, der er opført i træ, ejes nu af Arendal Fossekompani.
Umiddelbart syd for den tidligere station ligger Bøylefoss bru, der fører banen over Nidelven. Den 73 meter lange bro er opført i 1910 og er udført i sten med en stor bue over elven og to mindre i enderne.
Der var sidespor fra stationen til vandkraftværket Bøylefoss kraftverk. Det sidste stykke ned ad fjeldet langs med tilførelsesrørene blev vognene trukket af et spil.